# Rhodomyrtus pinnatinervis
Rhodomyrtus pinnatinervis är en myrtenväxtart som beskrevs av Cyril Tenison White. Rhodomyrtus pinnatinervis ingår i släktet Rhodomyrtus och familjen myrtenväxter. Inga underarter finns listade i Catalogue of Life.